# Ходково-Велике
Ходково-Велике (пол. Chodkowo Wielkie) — село в Польщі, у гміні Плоняви-Брамура Маковського повіту Мазовецького воєводства.
Населення — 96 осіб (2011).
У 1975-1998 роках село належало до Остроленцького воєводства.

## Демографія
Демографічна структура станом на 31 березня 2011 року:
|          | Загалом | Допрацездатний вік | Працездатний вік | Постпрацездатний вік |
| -------- | ------- | ------------------ | ---------------- | -------------------- |
| Чоловіки | 56      | 6                  | 43               | 7                    |
| Жінки    | 40      | 4                  | 24               | 12                   |
| Разом    | 96      | 10                 | 67               | 19                   |